# Чаппеллетто
Чаппеллетто (итал. Ciappelletto) — нотариус, персонаж романа «Декамерон» итальянского писателя XIV века Джованни Боккаччо. Его история рассказывается Панфило в Первой новелле Первого дня. Ловкий мошенник, преступник, не гнушавшийся никакими злодеяниями, средоточие множества пороков. После родной Северной Италии обосновался во Франции, где стал известен под именем «Шапелето». Выполняя поручение тосканца Мушьятто Францези заболел в Бургундии, где собирал недоимки. На смертном одре ложными речами произвёл впечатление на монаха, принявшего его за праведника. После торжественных похорон слава о Чаппеллетто разнеслась по всей округе, его гробница стала объектом поклонения.
Считается, что история первой новеллы Боккаччо вполне оригинальна и не имеет прямых литературных источников. Некоторые исследователи трактуют персонажа как образ, олицетворяющий народную смеховую культуру средневековья, подчеркивая его комические черты. Также отмечалась соответствие его характера исторической эпохе, принадлежность к коммерческой деятельности, отстаивание интересов своего сословия.

## В сюжете
Нотариус Чаппеллетто является героем истории одного из десяти рассказчиков «Декамерона» Панфило (Памфило): «Сер Чаппеллетто обманывает лживой исповедью благочестивого монаха и умирает; негодяй при жизни, по смерти признан святым и назван San Ciappelletto» (День первый, новелла I). Родился в тосканском городе Прато. Панфило описал его как средоточие всяческих пороков: «Худшего человека, чем он, может быть, и не родилось». После Италии обосновался во Франции, где стал известен под именем «Шапелето». Там он также продолжал совершать преступления, мошенничать, лжесвидетельствовать под присягой, подделывать документы, сеять раздоры, богохульствовать, пьянствовать. Не гнушался он и насильственных преступлений, в том числе принимал участие в убийствах. Зная на что он способен, негоциант, приближённый к французской королевской семье тосканец Мушьятто Францези (он и его брат Биччо реальные исторические лица), решил поручить ему сложное дело: взыскание долгов с «бургундцев, охочих до ссоры, негодных и не держащих  слова». Дело в том, что в Бургундии часто возникали волнения против итальянских финансистов, банкиров (ломбардцев, как их обобщённо называли) и поэтому для того, чтобы противопоставить коварству должников, был призван изворотливый Чаппеллетто. За эти опасные услуги его покровитель обещает процент и решение его проблем с работой во французских судах. Старик немедленно даёт согласие и сразу принимается за дело. Для выполнения поручения он обосновался в Бургундии, где он был малоизвестен, в доме ростовщиков — двух братьев-флорентийцев (в новелле — безымянны), которые опасались, что навлекут на себя гнев местных жителей, если правда об их знакомом выплывет наружу. Хотя и с предосторожностями, они пошли на укрытие своего земляка, так как были торговыми агентами Францези. 
Вопреки своему прежнему поведению, он стал вести себя в Бургундии осторожно, без крайностей. Однако рискованная миссия не задалась с самого начала, так как итальянец оказался при смерти. Братья старались ему всячески помочь. Поняв, что умирает, Чаппеллетто уверяет, что братьям ничего не грозит, и правда о нём не станет достоянием публики. Он просит призвать монаха «святой, примерной жизни». На исповеди умирающий стал рассказывать, что он великий грешник, но все его «грехи» оказывались настолько ничтожны, что монах стал принимать его за праведника. На похоронах святой отец стал прославлять умершего. Со временем слава о нём разнеслась по всей округе, его гробница стала объектом поклонения. «Прозвали его и зовут San Ciappelletto и утверждают, что Господь ради него много чудес проявил и ещё ежедневно проявляет тем, кто с благоговением прибегает к нему».

## Характеристика
В книге персонаж описывается довольно подробно, что в целом не характерно для Боккаччо: «Этот Чеппарелло был небольшого роста, одевался чистенько, а так как французы, не понимая, что означает «Чеппарелло», думали, что это то же, что на их языке chapel, то есть венок, то они и прозвали его не ciapello, a Ciappelletto, потому что, как я уже сказал, он был мал ростом. Так его всюду и знали за Чаппеллетто, и лишь немногие за сера Чеппарелло». Видимо сам автор связывал имя Чеппарелло с итальянским словом ceppo — «пень», «полено». По мнению современных комментаторов, оно является производным от «Чапо», которое произошло от имени «Якопо». «Сер Чеппарелло» — реальное историческое лицо, сохранились сведения о том, что купец Чепперелло Диотайути родился в Прато и был жив в 1304 году. Из его книги счетов за 1288—1290 годы известно, что он поддерживал коммерческие связи с братьями Францези и имел финансовые интересы в Бургундии. В отличие от персонажа он не относился к нотариусам (которые титуловались «сер»), был женат и имел потомство. Особенно подробно автор останавливается на перечислении многочисленных пороков героя. Эту часть литературовед Джузеппе Петронио назвал «развёрнутым аналитическим портретом». Отмечалось, что его социальный портрет во-многом соответствует описанию флорентийского хрониста Джованни Виллани характеров Мушьятто и Биччо Францези.
Считается, что история первой новеллы Боккаччо вполне оригинальна и не имеет прямых литературных прообразов. По мнению комментаторов, своими предсмертными действиями Чаппелетто бросает вызов Богу, которого побеждает «в словесном единоборстве, вынуждая принять последнее своё лжесвидетельство». При этом персонаж «сохраняет верность себе, всей своей жизни и одновременно полностью меняет свой образ, выступая в отношении его в качестве своего рода художника — сочетание в персонаже весьма впечатляющего артистизма и полной аморальности служило сильным аргументом в пользу одной из распространённых концепций ренессансной культуры (как культа самодовлеющей индивидуальности)». Вопрос богохульства Чаппеллетто неоднократно рассматривался в литературе. Вслед за итальянским философом с атеистическими взглядами Бенедетто Кроче некоторые литературоведы (Луиджи Росси, Карло Салинари) настаивали на том, что персонажа не интересует вопрос существование Бога, так как его занимают только люди, которыми он может ловко управлять. Такой подход подвергся критике со стороны прокатолических исследователей.       
Некоторые исследователи трактуют персонажа как литературный образ, олицетворяющий народную смеховую культуру средневековья, подчеркивая его комические черты. Литературовед Витторе Бранка считал, что в первой новелле «Декамерона» выражена идея «мира навыворот», он сближал комические приёмы Боккаччо с описаниями грешников находящихся в Злых щелях в «Божественной комедии» Данте Алигьери. На основе текстологического («Худшего человека, чем он, может быть, и не родилось»), идеологического и функционального подхода Бранка нашёл соответствия между проходимцем Боккаччо и Иудой Искариотом, который предал Иисуса Христа. Такой подход, по его мнению, свидетельствует о центральной сюжетной линии «Декамерона», заключающейся в «готической вертикали», движении «снизу вверх»: «от стиля комического и низкого к стилю высокому и трагическому, от торжества порока к торжеству добродетели, от „мира навыворот“ и „искусству хорошо жить“, от Иуды к деве Марии». С другой стороны, литературовед отмечал, что Чаппелетто не чужда «купеческая» сословная гордость (выходцем из купеческой семьи был Боккаччо), в частности он не собирается быть виновником неприятностей для братьев, которые поселили его у себя в доме. Он готов пожертвовать вечной жизни, а не подвергнуть опасности положение ростовщиков в Бургундии, предать «высшие интересы торговли». Подобная противоречивая оценка была поддержана другими исследователями, но также встретила возражения, как неоправданная героизация персонажа, придание его характеру черт более поздней эпохи (Руф Хлодовский). Бранка считал, что в новеллах Первого и Десятого дня отчётливо проводится противопоставление: если в начале книги представлен «комический», «обличительный», в общем — «низкий» стиль, то в завершающих новеллах он сменяется на «трагический», «хвалебный», а в общем — «высокий». Наиболее отчетливо эти два плана, стиля выражены в первой новелле и последней (о Гризельде).       
Было замечено, что остроумный рассказ Памфило по форме и содержанию соответствует образцам агиографической литературы. Доверчивость священнослужителей и народа вызывает иронию у Памфило, но торжественные похороны проходимца описываются серьёзно, с вниманием к деталям ритуала. Такой подход даже вызвал со стороны историка литературы Джованни Джетто сравнение с фреской Джотто «Смерть святого Франциска», находящейся в капелле Барди базилики Санта Кроче во Флоренции. Джетто также находил в истории из первой новеллы некоторые политические параллели. На это, с его точки зрения, указывает упоминание в тексте папы римского Бонифация VIII, который посмертно канонизировал в 1297 году короля Франции Людовика IX (намёк на посмертную судьбу Чаппеллетто), а также короля Франции Филиппа IV. Это произошло после примирения папы и Филиппа IV. Джетто также сближал имя Чаппеллетто (Ciappelletto) с французским королём Гуго Капетом (Ugo Ciappetto) из «Чистилища» в «Божественной комедии» Данте.

## В культуре
В 1971 году вольная экранизация итальянского режиссёра Пьера Паоло Пазолини «Декамерон» (первая часть так называемой «Трилогии жизни») получила специальный приз жюри Берлинского кинофестиваля. Роль Чаппеллетто исполнил Франко Читти, неоднократно снимавшийся у режиссёра. Фильм структурно распадается на две части, в каждой из которых ведущую роль играет одна из девяти экранизированных новелл. В первой части сюжет группируется вокруг истории странствующего свободолюбивого неаполитанского торговца Чаппеллетто. Действие происходит, в отличие от других эпизодов фильма, в северной, условной Европе.